# Patrick Stevens
Patrick Stevens (ur. 31 stycznia 1968 w Leut [dzisiaj Maasmechelen]) – belgijski lekkoatleta specjalizujący się w krótkich biegach sprinterskich, trzykrotny uczestnik letnich igrzysk olimpijskich (Seul 1988, Barcelona 1992, Atlanta 1996), wielokrotny mistrz Belgii.

## Sukcesy sportowe
- trzykrotny zdobywca tytułu „Najlepszy Lekkoatleta w Belgii” (Gouden Spike) – 1990, 1995, 1996[1]
- dwukrotny mistrz Belgii juniorów w biegu na 100 m – 1986, 1987
- dwukrotny mistrz Belgii juniorów w biegu na 200 m – 1986, 1987
- dwunastokrotny mistrz Belgii w biegu na 100 m – 1988, 1989, 1990, 1991, 1992, 1993, 1994, 1995, 1997, 1999, 2000, 2004
- ośmiokrotny mistrz Belgii w biegu na 200 m – 1988, 1989, 1990, 1992, 1993, 1994, 1996, 2000[2]
- pięciokrotny halowy mistrz Belgii w biegu na 60 m – 1992, 1994, 1995, 1996, 2000
- halowy mistrz Belgii w biegu na 200 m – 1995

| Rok  | Miasto     | Zawody                      | Konkurencja                                    | Wynik                    |
| ---- | ---------- | --------------------------- | ---------------------------------------------- | ------------------------ |
| 1987 | Birmingham | mistrzostwa Europy juniorów | bieg na 100 m bieg na 200 m                    | 6. miejsce 7. miejsce    |
| 1990 | Split      | mistrzostwa Europy          | bieg na 200 m                                  | 7. miejsce               |
| 1991 | Sheffield  | letnia uniwersjada          | bieg na 100 m bieg na 200 m sztafeta 4 × 100 m | 5. miejsce brązowy medal |
| 1992 | Hawana     | Puchar Świata               | bieg na 200 m                                  | 5. miejsce               |
| 1993 | Toronto    | halowe mistrzostwa świata   | bieg na 200 m                                  | 6. miejsce               |
| 1993 | Londyn     | finał Grand Prix IAAF       | bieg na 200 m                                  | 7. miejsce               |
| 1994 | Helsinki   | mistrzostwa Europy          | bieg na 200 m                                  | brązowy medal            |
| 1995 | Monako     | finał Grand Prix IAAF       | bieg na 200 m                                  | 6. miejsce               |
| 1996 | Atlanta    | letnie igrzyska olimpijskie | bieg na 200 m                                  | 7. miejsce               |
| 1997 | Ateny      | mistrzostwa świata          | bieg na 200 m                                  | 8. miejsce               |
| 1997 | Fukuoka    | finał Grand Prix IAAF       | bieg na 200 m                                  | 8. miejsce               |
| 1999 | Monachium  | finał Grand Prix IAAF       | bieg na 200 m                                  | 6. miejsce               |
| 2000 | Gandawa    | halowe mistrzostwa Europy   | bieg na 200 m                                  | srebrny medal            |

## Rekordy życiowe
- bieg na 100 m – 10,14 – Oordegem 28/06/1997
- bieg na 150 m – 15,20 – Cardiff 31/05/1997
- bieg na 200 m – 20,19 – Rzym 05/06/1996
- bieg na 60 m (hala) – 6,64 – Gandawa 11/02/2000
- bieg na 100 m (hala) – 10,35 – Tampere 12/02/1996
- bieg na 200 m (hala) – 20,66 – Liévin 19/02/1995